# لوريل سنايدر
لوريل سنايدر (بالإنجليزية: Laurel Snyder)‏ (1974، بالتيمور في الولايات المتحدة)؛ كاتِبة مُتخصِّصة في أدب الأطفال وروائية أمريكية. درست في جامعة آيوا.